# Hydrotherosaurus
Hydrotherosaurus (có nghĩa là "thằn lằn nước hung bạo") là một chi đã tuyệt chủng của họ elasmosaurid plesiosaur từ kỷ Phấn trắng muộn (Tầng Maastricht) của Fresno County, California, có chiều dài đến 13 m. Loài H. alexandrae được đặt theo tên người phát hiện của chúng, Annie Montague Alexander, bởi Samuel Paul Welles.